# Theridion dukouense
Theridion dukouense är en spindelart som beskrevs av Zhu 1998. Theridion dukouense ingår i släktet Theridion och familjen klotspindlar. Inga underarter finns listade i Catalogue of Life.